# Xerophaeus vickermani
Xerophaeus vickermani är en spindelart som beskrevs av Tucker 1923. Xerophaeus vickermani ingår i släktet Xerophaeus och familjen plattbuksspindlar. Inga underarter finns listade i Catalogue of Life.